# Ceftarolină
Ceftarolina (cu denumirea comercială Zinforo în Europa, comercializat sub formă de ceftarolină fosamil) este un antibiotic din clasa cefalosporinelor de generația a cincea, utilizat în tratamentul pneumoniilor comunitare dobândite și infecțiilor complicate cutanate și ale țesuturilor moi. Este activ și împotriva stafilococului auriu meticilino-rezistent (MRSA) și Pseudomonas aeruginosa.